# سد دهوک
سد دهوک (به عربی: سد دهوک) یک سد خاکی در عراق است که در دهوک واقع شده‌است.